# 努斯维莱尔莱比奇
努斯维莱尔莱比奇（法語：Nousseviller-lès-Bitche，法語發音：[nusvilɛʁ lɛ bitʃ]，意为“比奇附近的努斯维莱尔”；洛林法兰克语：Nusswiller）是法国摩泽尔省的一个市镇，属于萨尔格米讷区。

## 地理
努斯维莱尔莱比奇（49°6'11"N, 7°22'27"E）面积4.86 平方千米，位于法国大東部大區摩泽尔省，该省份为法国东北部内陆省份，是洛林的一部分，西南接默尔特-摩泽尔省，东临下莱茵省，北与卢森堡和德国接壤。
与努斯维莱尔莱比奇接壤的市镇（或旧市镇、城区）包括：奥特维莱尔、伦格尔赛姆、绍尔巴克、沃尔曼斯泰。
努斯维莱尔莱比奇的时区为UTC+01:00、UTC+02:00（夏令时）。

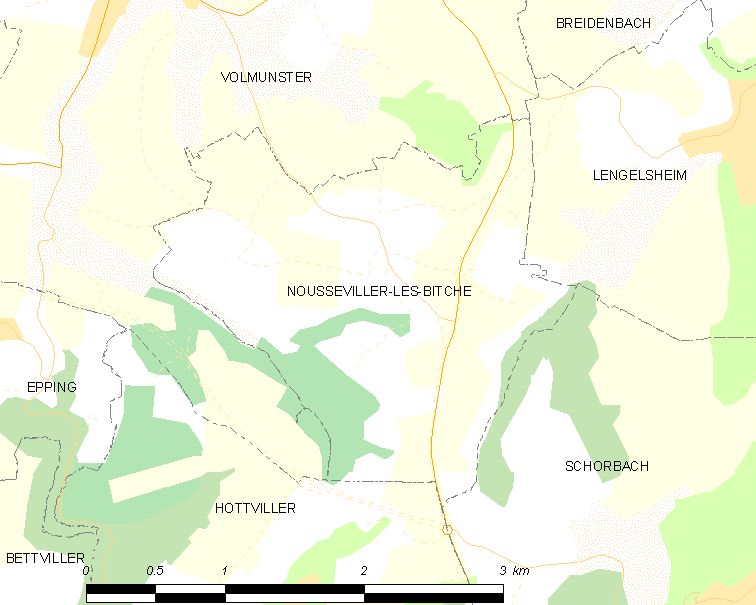
努斯维莱尔莱比奇的OSM定位图

## 行政
努斯维莱尔莱比奇的邮政编码为57720，INSEE市镇编码为57513。

## 政治
努斯维莱尔莱比奇所属的省级选区为比奇县。

## 人口

1962-2008年间努斯维莱尔莱比奇人口变化图示

努斯维莱尔莱比奇于2022年1月1日时的人口数量为155人。